# ربووه
ربووه (به لهستانی:  Ryboły) یک روستا در لهستان است که در گمینا زابوودوو واقع شده‌است.